# قطعه ۳۳ بهشت زهرا
قطعهٔ ۳۳ بهشت زهرا مدفن بسیاری از کشته‌شدگان انقلاب ایران و مبارزان سیاسی است که در مسائل سیاسی کشته‌ شده اند.
این قطعه در شرق بهشت زهرا، پشت ساختمان غسالخانه قدیمی و در جنوب قطعهٔ هنرمندان (قطعه ۸۸) قرار گرفته‌است. قطعه ۳۳ در گذشته حصاری سیمانی داشت و بعضی از قبرهایش سنگ قبر نیز ندارند. در سال ۱۳۸۴ گفته شد که سازمان بهشت زهرا قصد دارد این قطعه را بازسازی کند اما مخالفان معتقد بودند این کار تخریب بخشی از تاریخ و هویت ایران است. این نگرانی‌ها پس از انجام بازسازی توسط شهرداری برطرف شد.
در این قطعه بیش از ۶۵۰ قبر وجود دارد که ۱۲۰ قبر متعلق به مبارزان سیاسی است که توسط حکومت پهلوی اعدام شدند یا در درگیری‌های مسلحانه کشته شدند. در غرب این قطعه نیز قربانیان بی‌نام و نشان اعدام‌های سال ۱۳۶۰ در قطعه ۴۱ بهشت زهرا دفن شده‌اند. در اوایل انقلاب افرادی از روی ناآگاهی یا کینه‌توزی به قبرهای این قطعه حمله می‌کردند و سنگ قبرها را می‌شکستند.

## فهرست مدفونان سرشناس[۴]
نام‌های بعضی از دفن شدگان سرشناس بدین شرح می‌باشد:
| نام                    | تاریخ و محل تولد     | تاریخ و محل مرگ       | گرایش سیاسی               | محل دفن           |  |
| ---------------------- | -------------------- | --------------------- | ------------------------- | ----------------- |  |
| مرضیه احمدی اسکویی     | ۱۳۲۴ اسکو            | ۶ اردیبهشت ۱۳۵۳ تهران | چریک‌های فدایی خلق         | ردیف ۹۰، شماره ۲۵ |  |
| مسعود احمدزاده         | ۱۳۲۵ مشهد            | ۱۱ اسفند ۱۳۵۰ تهران   | چریک‌های فدایی خلق         | ردیف ۲۰، شماره ۳۰ |  |
| علی باکری              | ۱۳۲۲ میاندوآب        | ۳۰ فروردین ۱۳۵۱ تهران | سازمان مجاهدین خلق        | ردیف ۲۷، شماره ۲۲ |  |
| علی‌اصغر بدیع‌زادگان     | اردیبهشت ۱۳۱۹ اصفهان | ۴ خرداد ۱۳۵۱ تهران    | سازمان مجاهدین خلق        | ردیف ۲۹، شماره ۶  |  |
| خسرو پیله ور           | ۱۳۰۴ قصر شیرین       | ۷ آبان ۱۳۵۵ تهران     | حزب توده ایران            | ردیف ۱۳۳، شماره ۹ |  |
| بیژن جزنی              | ۱۳۱۶ تهران           | ۳۰ فروردین ۱۳۵۴ تهران | چریک‌های فدایی خلق         | ردیف ۱۱۹، شماره ۴ |  |
| محمد حنیف‌نژاد          | ۱۳۱۸ تبریز           | ۴ خرداد ۱۳۵۱ تهران    | سازمان مجاهدین خلق        | ردیف ۲۹، شماره ۳  |  |
| کرامت الله دانشیان     | ۱۰ مهر ۱۳۲۵ شیراز    | ۲۹ بهمن ۱۳۵۲ تهران    | مارکسیست                  | ردیف۸۴، شماره ۱۸  |  |
| بهروز دهقانی           | ۱۳۱۸                 | ۹ خرداد ۱۳۵۰          | چریک‌های فدایی خلق         |                   |  |
| سید کاظم ذوالانواری    | ۱۳۲۶ شیراز           | ۳۱ فروردین ۱۳۵۴ تهران | سازمان مجاهدین خلق        | ردیف ۱۱۹، شماره ۶ |  |
| مهدی رضایی             | ۱۳۳۱ تهران           | ۱۶ شهریور ۱۳۵۱ تهران  | سازمان مجاهدین خلق        |                   |  |
| ناصر صادق              | ۱۳۲۳                 | ۳۰ فروردین ۱۳۵۱ تهران | سازمان مجاهدین خلق        | ردیف۲۷، شماره ۲۳  |  |
| علی اکبر صفایی فراهانی | ۱۳۱۸ تهران           | ۲۶ اسفند ۱۳۴۹         | چریک‌های فدایی خلق         |                   |  |
| حسن ضیاظریفی           | ۱۳۱۸ لاهیجان         | ۳۰ فروردین ۱۳۵۴ تهران | چریک‌های فدایی خلق         | ردیف ۱۱۹، شماره ۵ |  |
| خسرو گلسرخی            | ۲ بهمن ۱۳۲۲ رشت      | ۲۹ بهمن ۱۳۵۲ تهران    | مارکسیست                  | ردیف۸۴، شماره ۱۹  |  |
| سعید محسن              | ۱۳۱۸ زنجان           | ۴ خرداد ۱۳۵۰ تهران    | سازمان مجاهدین خلق        | ردیف۲۹، شماره ۵   |  |
| شیرین معاضد            | ۱۳۲۴                 | ۲ اردیبهشت ۱۳۵۳ تهران | چریک‌های فدایی خلق         | ردیف۹۰، شماره ۲۶  |  |
| عباس مفتاحی            | ۱۳۲۴                 | ۱۱ اسفند ۱۳۵۰ تهران   | چریک‌های فدایی خلق         | ردیف۲۰، شماره ۳۲  |  |
| سرمست اخلاق تابنده     | ۱۳۶۸                 | شیراز                 | از عوامل مهم اطلاعات سپاه | ردیف ۵، شماره ۵   |  |